# City Botanic Gardens

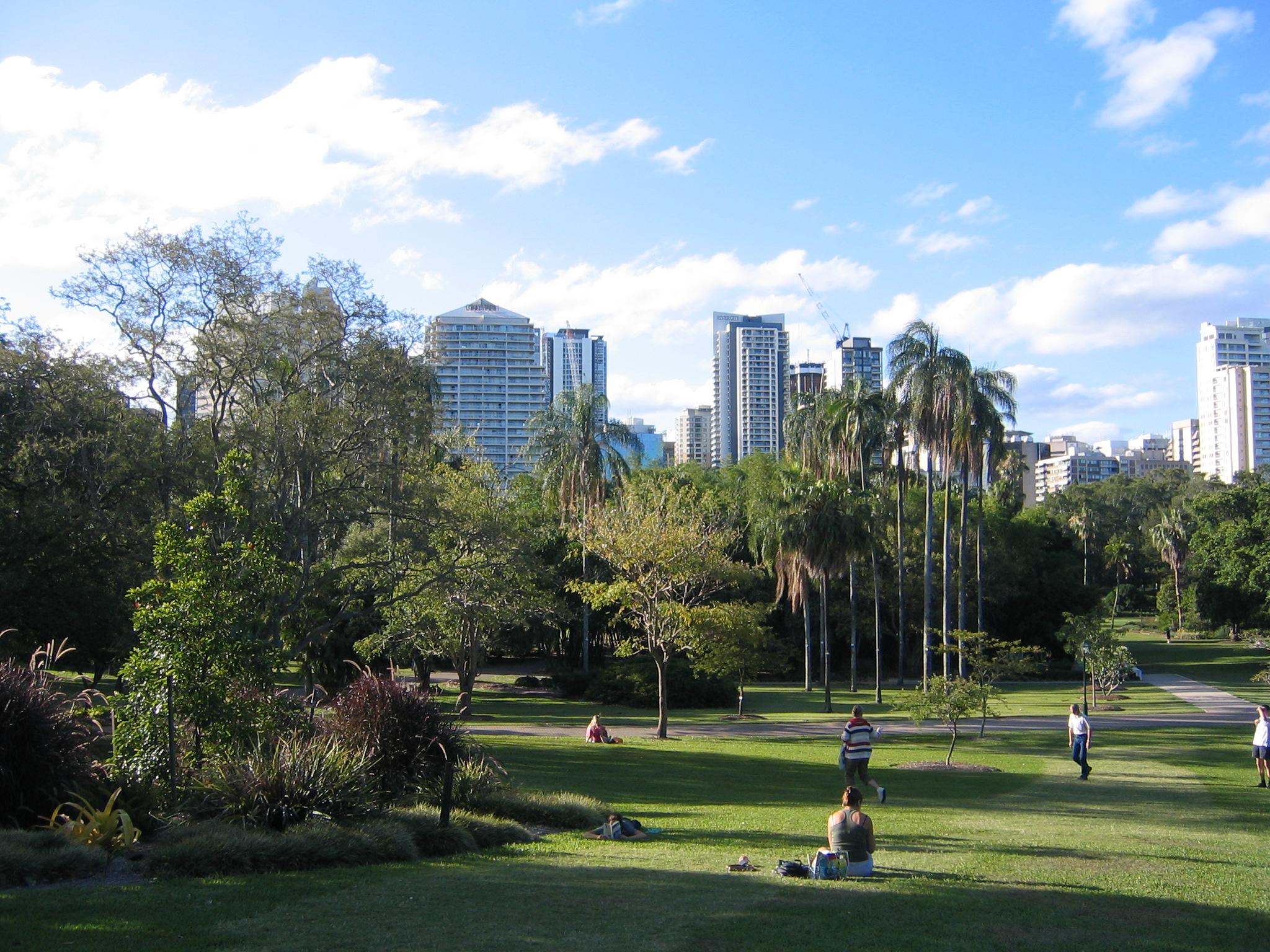
City Botanic Gardens.

City Botanic Gardens (tidigare Brisbane Botanic Gardens) är en botanisk trädgård och ett kulturarv vid Alice Street i Brisbane i Queensland i Australien. Den har också tidigare varit känd under namnet Queen's Park. Trädgården är belägen vid udden Gardens Point i centrala Brisbane och gränsar till Brisbane River, Alice Street, George Street, Parliament House och Gardens Point campus vid Queenslands tekniska universitet.
Trädgården är en av Brisbanes mest utvecklade trädgårdar med många sällsynta och ovanliga botaniska arter, bland annat en särskild samling med kottepalmer, palmer, fikus och bambu. 
City Botanic Gardens blev en del av Queenslands kulturarvsregister den 3 februari 1997. Registret beskriver trädgården som "det mest betydelsefulla, icke-aboriginska kulturella landskapet i Queensland, med en ständig trädgårdsodling sedan 1828, utan någon signifikant förlust av landmassa eller ändring av användningsområde sedan dess. Den fortsätter att vara den främsta offentliga parken och rekreationsplatsen för huvudstaden i Queensland, en roll som den har haft sedan tidigt 1840-tal."